# Crooks and Credulous
Crooks and Credulous è un cortometraggio muto del 1913. Il nome del regista non viene riportato nei credit del film.

## Trama
Il giovane John Blair scopre di essere coinvolto in una truffa. Dopo essersi dimesso, si reca in campagna dove incontra la figlia di una delle sue vittime. Impegnatosi a rifondere i danni di tasca sua, lavora duro per ripagare i truffati.

## Produzione
Il film fu prodotto dall'American Film Manufacturing Company come Flying A.

## Distribuzione
Distribuito dalla Mutual Film, il film - un cortometraggio in una bobina - uscì nelle sale cinematografiche USA il 4 ottobre 1913.